# Julie's Haircut
Julie's Haircut é uma banda italiana de rock progressivo fundada em Emilia em 1994.

## História
A Julie's Haircut foi formada em 1994. Em 1999 foi lançado o álbum de estréia Fever in the funk house, uma mistura de rock de garagem, música psicadélica e pop que atraiu a atenção da mídia, que o considerou como o primeiro álbum de indie rock italiano. O álbum seguinte Stars never looked so bright (2001) mesclava os elementos anteriores com a música soul.
Em 2003, após o fim do contrato com a gravadora Homesleep Records, a banda lançou o terceiro álbum Adult situations, o primeiro com distribuição internacional. Em 2005, com a presença do novo membro Andrea Scarfone na guitarra, a música do Julie’s Haircut está movendo-se para um território mais experimental, intensificando elementos como a improvisação, sem perder contato com o groove que já caracterizou a banda anteriormente.
Em fevereiro de 2006 foi lançado After dark, my sweet, quarto álbum da banda, com a participação de Sonic Boom.

## Discografia

### LP
- Fever in the funk house (Gamma pop, 1999)
- Stars never looked so bright (Gamma pop, 2001)
- Adult situations (Homesleep/Sony, 2003)
- After Dark My Sweet (Homesleep/Audioglobe, 2006)

### EP
- The plague of alternative rock (Gamma pop, 2000)
- The power of psychic revenge (Homesleep/Sony, 2003)
- Marmalade (Homesleep/Sony, 2004)

## Integrantes
- Nicola Caleffi - guitarra e vocal
- Luca Giovanardi - guitarra, teclado, baixo e vocal
- Roberto Morselli - bateria e percussão
- Andrea Scarfone - guitarra e baixo
- Laura Storchi - baixo, teclado e vocal
- Rev. Fabio Vecchi - órgão e sintetizador

## Apresentações

### Televisão
- Mtv Italia Supersonic Live (2001)
- Mtv Italia Brand New Tour (2002)
- Mtv Day Live from Rome (2004)

### Festivais
- IPO Festival - The Cavern Club, Liverpool (2005)
- Independent Days Festival - palco principal, Bologna (2004)
- Invasioni Festival - palco principal, Cosenza (2004)
- Goa Boa Festival - palco principal, Genova (2003)
- Mtv Brand New Tour (2002)
- Tora! Tora! Festival (2002-2004)
- Rockaralis - palco principal, Cagliari (2001)
- Extra Festival - palco principal, Turin (2001)